# Universiti Teknologi MARA
Die Universiti Teknologi MARA (dt. Technische Universität MARA, engl. MARA University of Technology) (UiTM) ist eine Technische Universität mit dem Hauptcampus in Shah Alam in Malaysia. Sie war ursprünglich als höhere Bildungsanstalt für die in Malaysia heimischen indigenen Völker gedacht und ist heute mit über 100.000 Studenten eine der größten Universitäten in Malaysia. Das Ausbildungsangebot reicht von der Berufsausbildung und Kursen für die Hochschulreife bis zum wissenschaftlichen Studium. Das Motto der Universität lautet Usaha Taqwa Mulia (Anstrengung, Hingabe, Ehre).

## Geschichte
Die Gründung der Vorgängerinstitution der Universität geht auf die  Notwendigkeit zur Entwicklung des ländlichen Raumes in Malaysia zurück. Als Beispiel diente die Entwicklung des ländlichen Raumes in Sri Lanka. Folglich wurde deshalb 1951 durch die britische Kolonialverwaltung das Rural and Industrial Development Authority (RIDA) als Behörde gegründet. Diese erhielt 1956 zwei Ausbildungszentren, das Taman Asuhan RIDA in Kuala Lumpur und das Dewan Latehan RIDA in Petaling Jaya als Vorgänger der heutigen Universität. Das Dewan Latehan RIDA bot verschiedene externe Kurse, z. B. der London Chamber of Commerce oder der Australian Society of Accountants an. Dewan Latehan RIDA wurde 1965 in MARA College umbenannt, damit übernahm Majlis Amanah Rakyat (MARA) (dt. Rat des Trusts für die indigene Bevölkerung) die Trägerschaft der Ausbildung. 1965 vergab das College die ersten Abschlüsse in Business Studies. Aufgrund Fachkräftemangel wurde 1967 die Schule in MARA Institute Of Technology (ITM) umbenannt, um eine höhere Ausbildung auch in technischen Fächern anzubieten. Es folgten Jahre des raschen Wachstums. Mit dem ITM Act of 1976 kam das Institut vom Ministry of Rural Development unter das Ministry Of Education. Der Bildungsanstalt wurde damit auch das Recht verliehen, akademische Grade bis zum Ph.D. zu vergeben. 1999 wurde das Institut in Universiti Teknologi MARA umbenannt und erhielt seine heutige Struktur.

## Organisation
Das hauptamtliche Management der Universität wird durch den Vice-Chancellor geleitet. Die gesamte Hochschulleitung wird durch ein Board of Directors beaufsichtigt.

### Fakultäten

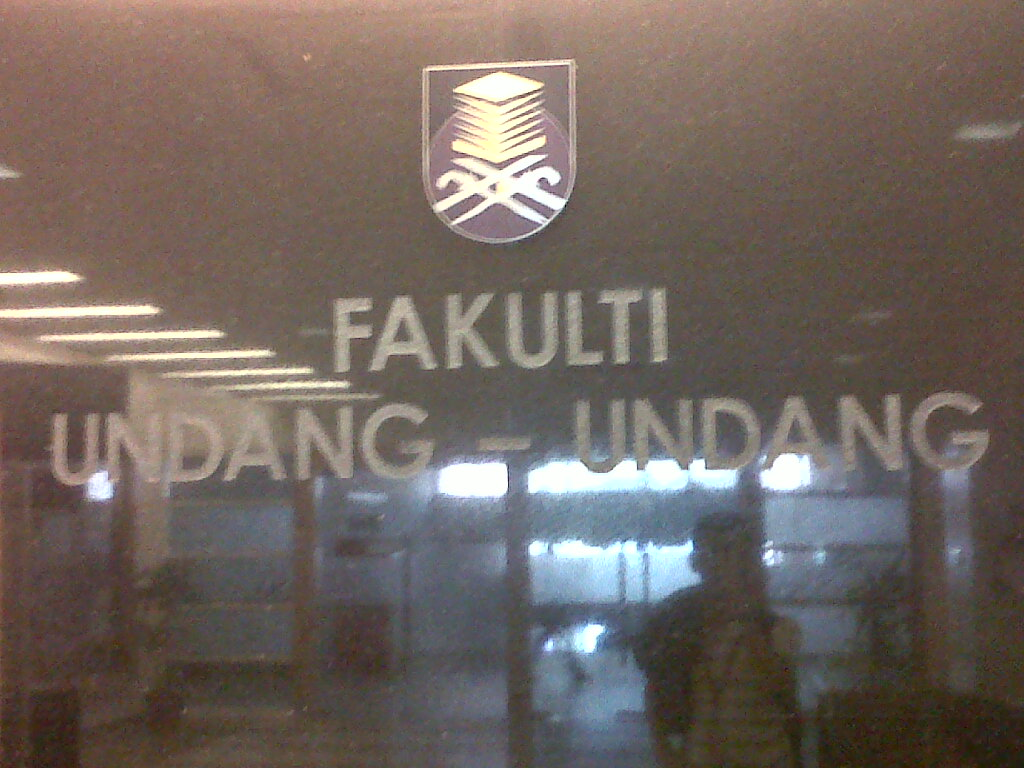
Juristische Fakultät

Die Universität besteht aus folgenden Fakultäten, Instituten und Zentren:
Science & Technology cluster
- 1. Faculty of Applied Sciences (AS)
- 2. Faculty of Computer and Mathematical Sciences (CS) – formerly known as Faculty of Information Technology & Quantitative Sciences
- 3. Faculty of Architecture, Planning and Surveying (AP)
- 4. Faculty of Sports Science and Recreation (SR)

Medical Science
- 5. Faculty of Medicine (MD)
- 6. Faculty of Health Sciences (HS)
- 7. Faculty of Pharmacy (PH)
- 8. Faculty of Dentistry (DS)

Engineering
- 9. Faculty of Chemical Engineering (EH)
- 10. Faculty of Civil Engineering (EC)
- 11. Faculty of Electrical Engineering (EE)
- 12. Faculty of Mechanical Engineering (EM)

Social Science & Humanities cluster
- 13. Faculty of Law (LW)
- 14. Faculty of Administrative Science and Policy Studies (AM)
- 15. Faculty of Communication and Media Studies (MC)
- 16. Faculty of Art and Design (AD)
- 17. Faculty of Education (ED)
- 18. Faculty of Artistics and Creative Technology (CT)
- 19. Faculty of Music (MU)

Business & Management cluster
- 20. Faculty of Accountancy (AC)
- 21. Faculty of Business Management (BM)
- 22. Faculty of Hotel and Tourism Management (HM)
- 23. Faculty of Information Management (IS)
- 24. Faculty of Office Management and Technology (OM)

Learning Centres
- 1. Academy of Language Studies (APB)
- 2. Centre for Islamic Thoughts & Understanding (CITU)
- 3. International Education Centre (INTEC)
- 4. Institute of Graduate Studies (IPSis)
- 5. Institute of Education Development (InED)

### Campus
Die Standorte der Universität sind flächendeckend in Malaysia vorhanden. Es wird zwischen dem Hauptcampus, Satellitencampus, State Campus und City/Town Campus unterschieden. Der Hauptcampus mit der Verwaltung und 40.000 Studenten der Universität befindet sich in Shah Alam. Er wurde 1967 gegründet und bis Mitte der 1970er Jahre vollendet. Daneben besitzt die Universität zwei Satellitencampus, an der einzelne Studiengänge angeboten werden:
- Jalan Othman Campus, Petaling Jaya im Bundesstaat Selangor
- Puncak Alamim Campus im Bundesstaat Selangor

Weiter hat die Universität in jedem Bundesstaat in Malaysia mindestens einen sogenannten State Campus, um eine flächendeckende Ausbildung zu gewährleisten, z. B. in Sabah den UiTM Kampus Sabah. Die Town-Campus sind ähnlich einem Studienzentrum.